# 低血ボルト
「低血ボルト」（ていけつボルト）は、ずっと真夜中でいいのに。の楽曲。
2020年7月23日にEMI Recordsより、各音楽配信サービスにてリリースされた。

## 概要
Huluオリジナル実写ドラマ『十角館の殺人』のテーマ曲となっている。